# Corgeno
Corgeno (Corzen in dialetto varesotto) è una frazione del comune italiano di Vergiate. Costituì un comune autonomo fino al 1869.
La frazione di Corgeno dista circa 2,8 km dal suo comune di Vergiate, e si trova a sud est del lago di Comabbio.
Resti di un'antica torre medievale, detta " Turascia" dagli abitanti del paese, sono ancora visibili di fronte alla chiesa di San Giorgio, lungo il pendio che scende verso il lago ed in posizione strategica per controllare lo stesso e gli altri villaggi rivieraschi.

## Storia
Corgeno è un antico comune del Milanese, la cui signoria spettò per secoli alla famiglia Visconti del ramo di Modrone.
Registrato agli atti del 1751 come un borgo di circa 262 abitanti, nel 1786 Corgeno entrò per un quinquennio a far parte dell'effimera Provincia di Varese, per poi cambiare continuamente i riferimenti amministrativi nel 1791, nel 1798 e nel 1799. Alla proclamazione del Regno d'Italia nel 1805 risultava avere 343 abitanti. Nel 1809 fu soppresso con regio decreto di Napoleone ed annesso a Cuvirone, a sua volta aggregato a Vergiate nel 1811. Il Comune di Corgeno fu quindi ripristinato con il ritorno degli austriaci, e l'abitato risultò essere popolato da 485 anime nel 1853, salite a 614 nel 1861. La soppressione dell'autonomia comunale giunse infine nel 1869 su decreto di Vittorio Emanuele II, che ripropose sul modello napoleonico l'unione con Vergiate.